# Hyperaspis levrati
Hyperaspis levrati är en skalbaggsart som först beskrevs av Étienne Mulsant 1850.  Hyperaspis levrati ingår i släktet Hyperaspis och familjen nyckelpigor. Inga underarter finns listade i Catalogue of Life.